# 潘科夫卡
潘科夫卡（羅馬化：Pankovka）是俄罗斯诺夫哥罗德州人口最多的工人村（市级镇），属诺夫哥罗德区，地处诺夫哥罗德州西北部，位于伊尔门湖流域韦里亚扎河（Веряжа）畔，在区行政中心及州府大诺夫哥罗德西南侧。
该地2021年人口有9,749人；2010年人口9,603；2002年人口10,057；1989年人口6,939。